# Pregnenolon
Pregnenolon je steroid koji sadrži 21 atom ugljenika. On je izveden iz holesterola i prisutan je tkivima koja proizvode steroidne hormone. Pregnenolon je prekurzor to gonadalnih steroidnih hormona i adrenalnih kortikosteroida.

## Spoljašnje veze
|  | Molimo Vas, obratite pažnju na važno upozorenje u vezi sa temama iz oblasti medicine (zdravlja). |